# Estadio Rignaal 'Jean' Francisca
El Estadio Rignaal 'Jean' Francisca (en neerlandés: Stadion Rignaal 'Jean' Francisca) es un estadio de fútbol ubicado en Willemstad, capital de Curazao.

## Historia
El estadio fue inaugurado el 4 de enero de 2003 originalmente con el nombre Mordy M. Maduro Centre, el cual poco tiempo después pasó a llamarse Estadio FFK, y en 2021 el estadio pasó a tener su nombre actual en homenaje a Rignaal 'Jean' Francisca, quien fue presidente de la Federación de Fútbol de Curazao por 19 años. Al año siguiente el estadio fue escenario de un tiroteo no relacionado con el deporte.
El estadio es de superficie artificial y es utilizado por la selección nacional para partidos internacionales ante selecciones de poca convocatoria.